# イアペトゥス (衛星)
| - イアペトゥス (衛星) の赤道付近に沿った高い山々の連なりの起源は何か？ （#赤道上の尾根参照） - それは高温で高速で自転していた若いイアペトゥスの名残か？ - あるいは時間の経過とともに表面に集まった物質（土星の環またはイアペトゥス自身の環のいずれかから）の結果か？ |

イアペトゥスまたはイアペタスまたはイアペトスまたはヤペタス (Saturn VIII Iapetus) は、土星の第8衛星。1671年にフランスの天文学者ジョヴァンニ・カッシーニが発見した。英語では Japetus と書かれることもある。
土星から約356万キロ離れたところを79日ほどで公転しており、軌道傾斜角が15.47°と他の衛星に比べて大きい。地球－月系と同様、イアペトゥスの公転周期と自転周期は同期しており1回公転するごとに1回自転する。平均直径は 1469 km で、土星の衛星の中ではタイタン、レアに次ぎ3番目に大きい。密度が1.088 g/cm3と小さいことから、主な成分は水の氷であり、一部岩石が混ざった組成であると考えられている。表面のアルベドが場所によって大きく異なる二面性を持っているのが特徴である。
2004年12月31日には、無人土星探査機カッシーニがイアペトゥスから17万kmまで接近し、鮮明な写真を撮影している。

## 発見
イアペトゥスはジョヴァンニ・カッシーニによって1671年10月25日に発見された。カッシーニが最初に発見した際はイアペトゥスは土星の西側にあった。数ヶ月後にカッシーニは土星の東側にいるイアペトゥスを観測しようと試みたが、これは失敗に終わった。数年後に観測した際も、土星の西側での観測には成功したが、東側では観測できなかった。カッシーニが土星の東側にいるイアペトゥスの観測に成功したのは1705年になってからであり、過去の観測よりも性能の良い望遠鏡を使うことで検出している。イアペトゥスの見かけの等級は、西側と東側でおよそ2の違いがあった。
イアペトゥスの位置によって明るさが大きく変わる原因について、カッシーニはイアペトゥスの半分は他の半分よりも暗い色をしているからではないかと正しい推測をした。またこの天体が潮汐固定されており、土星に常に同じ面を向けていると推測した。つまり、イアペトゥスが土星の西側にいる時は明るい側を地球に向けており、東側にいる時は暗い側を地球に向けているということである。

## 名称
カッシーニはイアペトゥスを含む自らが発見した4つの衛星に対して、ルイ14世を讃えて Sidera Lodoicea と名付けた。これは「ルイの星」という意味である。
17世紀の終わりになると、天文学者はこれらの4衛星とタイタンをあわせ、Saturn I から Saturn V というように番号で呼ぶようになった。当初はイアペトゥスは Saturn V と呼ばれていた。1789年にミマスとエンケラドゥスが発見されるとこの番号は拡張され、新たに番号が振り直されたためイアペトゥスは Saturn VII となった。さらに1848年にヒペリオンが発見されるとイアペトゥスは Saturn VIII に変更され、これが現在まで使われている番号になっている。なお、新しい衛星が発見される度に番号を振り直していたのはヒペリオンの発見までであり、これ以降は確定番号の与え方は変更された。
イアペトゥスの名前は、ギリシア神話のティーターンの一人で、プロメーテウスやエピメテウスらの父であるイーアペトスに由来する。この名前を命名したのは天文学者のジョン・ハーシェルであり、1847年に発表した『Results of Astronomical Observations made at the Cape of Good Hope』の中で、この時までに発見されていた7つの土星の衛星に対して命名した。

## 軌道

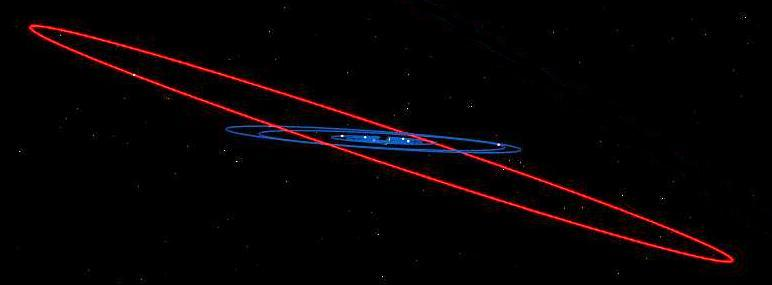
イアペトゥスの軌道 (赤線) を横から見た図。他の大きな衛星と比較して軌道傾斜角が大きいことが分かる。

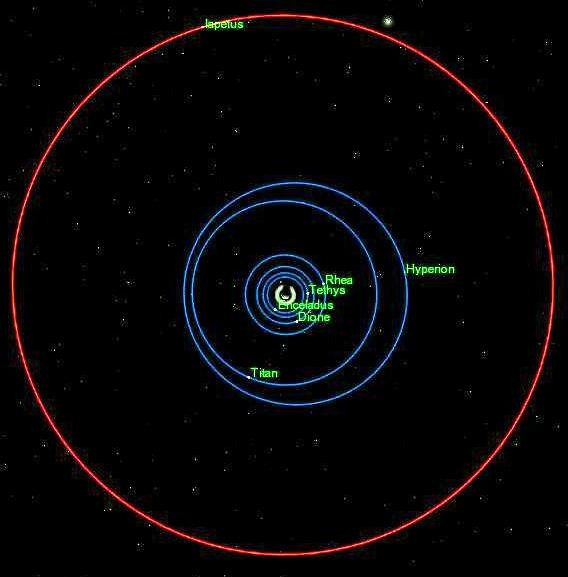
イアペトゥスの軌道 (赤線) を土星の極方向から見た図。

イアペトゥスの公転軌道は幾分か変わっている。土星の衛星の中では3番目に大きいにも関わらず、次に土星に近い位置を公転するタイタンと比べるとかなり遠方を公転している。また規則衛星の中では最も軌道傾斜角が大きく、傾いた軌道平面を持つ。イアペトゥスよりも大きな軌道傾斜角を持つのは、フェーベのようなより遠方の不規則衛星だけであり、この原因は分かっていない。
土星から離れて傾いた軌道を持っているため、土星の主要な衛星の中では唯一、衛星の上から土星の環を明確に見ることができる。その他の内側の主要な衛星からでは環をほぼ真横から見ることになるため、見ることが難しい。イアペトゥスから見ると、土星の見かけの大きさは 1°56' になり、これは地球から見た月の見かけの大きさのおよそ4倍である。
イアペトゥスとタイタンの軌道周期は5:1に近く、5億年前から500万年前までの間は5:1の平均運動共鳴を起こしていた可能性がある。

## 物理的特徴
イアペトゥスの密度は低いため、組成の大部分は氷であり、20% 程度の少ない量の岩石を含んでいると考えられている。
多くの大きな衛星とは異なりイアペトゥスの全体的な形状は球形でも楕円体でもないが、赤道付近がやや膨らみ、両極は潰れた形状をしている。赤道上にリッジ構造が存在するがそれは非常に高く、遠くから見てもイアペトゥスの形が歪んでいるのが分かるほどである。この形状はしばしばクルミ状と形容される。三軸の半径はそれぞれ 746 km × 746 km × 712 km で、平均半径は 734.5 ± 2.8 km である。ただしイアペトゥスの表面全体は十分に高い解像度で観測されていないため、これらの測定値はキロメートル程度のスケールでは不正確である可能性がある。
イアペトゥスの扁平率は大きく、自転周期が10時間だとすると扁平率を説明できるが、実際のイアペトゥスの自転周期は79日と大きくかけ離れている。イアペトゥスの形状は形成直後の自転が速かった段階に分厚い氷の地殻が形成されることで固定されてしまい、その後潮汐散逸によって自転速度が減速され続け、最終的に公転周期と同期して現在の状態に至ったという仮説が提案されている。

## 表面の二面性

### 特徴

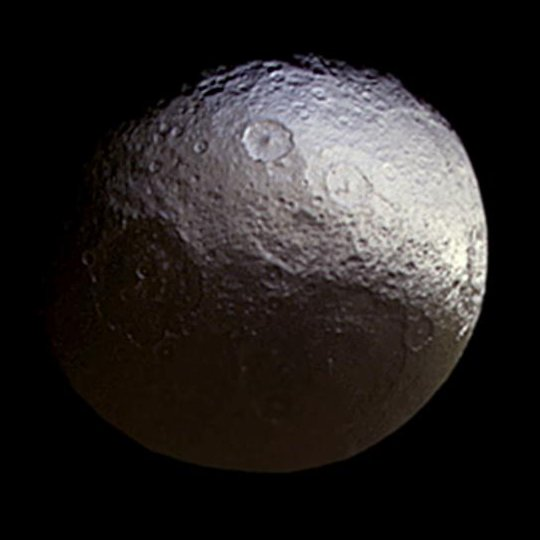
自然色でのイアペトゥス。

イアペトゥスの特徴は、表面が暗い部分と明るい部分に非常にはっきりと分かれていることである。発見の節でも述べた通り、この明暗の差が非常に大きいため、イアペトゥスは地球に向けている面が変わるにつれ、最も明るいときの10.2等から最も暗いときの11.9等まで明るさが大きく変化する。そのため発見者のカッシーニは、初めのうちはイアペトゥスが土星の西側にある時しか観測することができなかった。

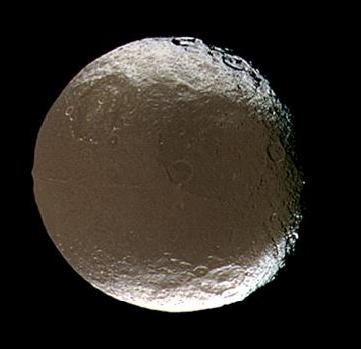
暗いカッシーニ地域。大きなクレーターも見られ、左上にあるのが Falsaron、右上が Turgis、右下が Ganelon である。

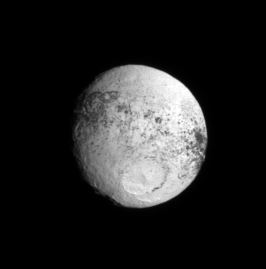
イアペトゥスの明るい側。上部 (北側) がロンスヴォー大陸である。

公転に先行する側の半球と側面は暗く、アルベドは0.03-0.05程度であり、やや赤みがかった茶色である。一方で後行半球の大部分と両極付近は明るく、アルベドは0.5-0.6とエウロパと同程度である。このアルベドの大きな違いが、イアペトゥスの位置による見かけの明るさの違いを生み出しており、暗い側の11.9等級という値は17世紀当時の最も性能の良い望遠鏡をもってしても観測が出来ない暗さであった。
色分けのパターンは、球面上の陰陽模様やテニスボールの模様と類似している。イアペトゥスの暗い地帯は、カッシーニの名を取りカッシーニ地域 (Cassini Regio) と命名されている。明るい地帯は2つに分かれており、赤道の北側に広がるロンスヴォー大陸（Roncevaux Terra、ローランの歌の決戦地ロンスヴォー峠にちなむ）と、南側に広がるサラゴサ大陸と命名されている。
暗い物質は、始原的な小惑星や彗星の表面に含まれている有機化合物を含んでいる。地球からの観測では炭素質の物質であることが分かっており、またおそらくは凍結したシアン化水素のポリマーのようなシアノ化合物を含んでいる。
2007年9月10日に土星探査機カッシーニがイアペトゥスから 1,227 km の距離を通過して観測した結果、どちらの半球も多数のクレーターが存在することが判明した。カッシーニ地域と明るい領域の間の遷移領域にある明るい物質と暗い物質の色分けは、非常に短い長さスケールで変化しており、得られた画像の解像度である30メートルよりも短いスケールで色が変化している。低い領域は暗い物質で満たされており、クレーターの極に面する弱く照らされた斜面には明るい物質が存在するものの、灰色になっている領域は見られなかった。少なくともある領域では暗い物質は非常に薄い層になっており、わずか数十センチメートルの厚みしか持っていない。このことは、カッシーニのレーダー画像と、非常に小さい隕石衝突でも暗い物質の層を貫通して下にある氷が見えていることから判明した。

### 正のフィードバック
暗い物質の由来に関する仮説としては、イアペトゥスの表面から昇華した水氷が堆積したというものがあり、太陽光にさらされることでさらに暗くなった可能性がある。イアペトゥスの自転周期は公転周期と同期した79日とゆっくりであるため、表面の色やアルベドの違いが発達する前であっても、イアペトゥスの昼側は土星の衛星の中でも最も温度が高く、夜側は最も低かった可能性がある。赤道付近では、暗い物質による太陽光の吸収によってカッシーニ地域では日中の温度が 129 K に達し、明るい領域では 113 K にとどまる。この温度の違いにより、カッシーニ地域では氷が昇華しやすくなり、明るい領域、特により低温な両極に堆積する。この過程が地質学的な時間継続することで、カッシーニ地域はさらに暗くなり、残りの明るい領域は明るくなるという変化をする。そのため両地域のアルベドの差がさらに大きくなるような正のフィードバックによる熱暴走過程が発生することになる。この過程は、カッシーニ地域から氷が失われるまで続く。
現在の温度差でこの過程が10億年継続した場合、イアペトゥスの暗い領域は厚さ20メートルもの氷を昇華によって失うが、明るい領域は10センチメートルしか失わないと推定される。このモデルは、明るい領域と暗い領域の分布、灰色の領域が存在しないこと、そしてカッシーニ地域を覆う暗い物質の層の薄さを説明することができる。また、イアペトゥスの弱い表面重力は表面での氷の再分配過程に有利に働く。つまり、この温度では水分子は一方の半球から反対側の半球までほんの数回のホップで移動することができる。

### 二面性の起源とフェーベ環
しかし熱的なフィードバックが始まるためには、最初に表面を二分する何らかの過程が必要である。最初の暗い物質は、逆行軌道で公転する外側の小さい衛星から隕石衝突によって吹き飛ばされてきた破片であり、周囲に漂う破片をイアペトゥスの先行半球が掃き集めるようにして堆積したと考えられる。このモデルの重要な部分は30年ほど前から存在するものであるが、カッシーニの2007年9月のフライバイ観測で得られたデータによって再び注目を集めることとなった。
イアペトゥスの軌道の外側の軽い破片は、微小隕石の衝突によって衛星の表面から叩き出されたり、あるいは衝突によって生成されたりし、その後内側へ向かって軌道は縮小しらせん状に落下していく。その間に太陽光にさらされることによって、色は暗くなっていく。このような物質のうちイアペトゥスの軌道と交差したものは、イアペトゥスの先行半球で掃き集められ、先行半球の表面を覆う。この過程によってイアペトゥス表面のアルベドにある程度のコントラストがついた場合、上述の熱的なフィードバック過程が働きアルベドの差を大きくする。外部からの物質の堆積と熱的な氷の再分配のシンプルな数値モデルでもイアペトゥスの表面が二面性を持つことが予測され、この仮説を支持する結果となっている。実際に、先行半球と後行半球の明るい領域と暗い領域を比較すると、先行半球側がより赤っぽいという微妙な色の二面性が見られる。カッシーニ地域が楕円形をしているのとは対照的に、色のコントラストは先行・後行半球の境界と近い分布をしており、色のグラデーションは数百キロメートルのスケールで徐々に変化している。イアペトゥスの一つ内側の軌道を公転し、カオス的な自転をしているヒペリオンも、非常に赤っぽい色を示す。

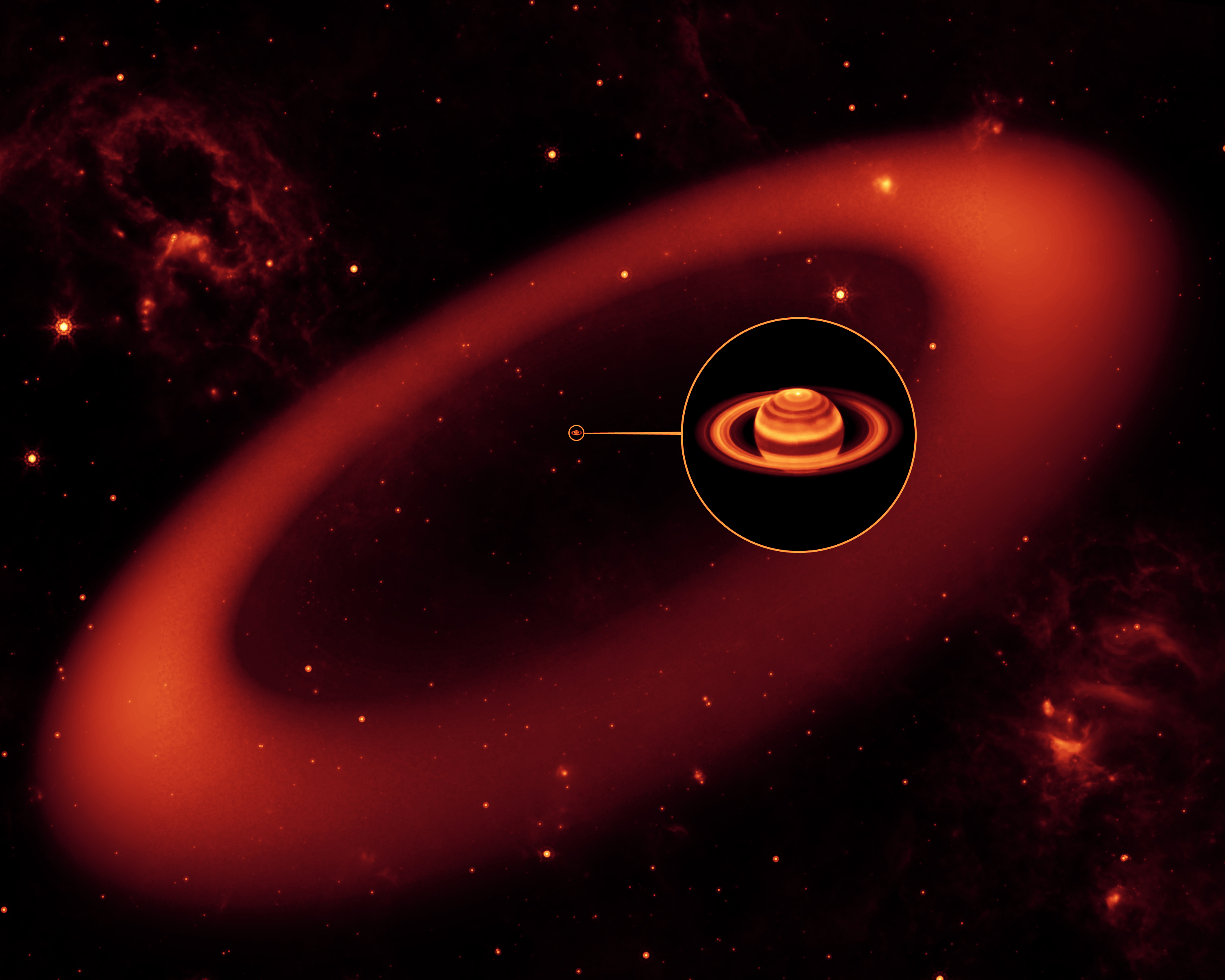
フェーベ環の想像図。

このような物質の最も大きな供給源となりうるのは、土星の外部衛星の中で最大のフェーベである。フェーベの組成はイアペトゥスの暗い側の物質よりは明るい側の半球にあるものに近く、イアペトゥスの色の二面性の直接の原因にはなり得ない。しかしフェーベからのチリはイアペトゥスにアルベドのコントラストを付けるために必要なだけであり、その後の昇華過程によってフェーベ由来の物質は不明瞭になっただろうと考えられる。
2009年に、スピッツァー宇宙望遠鏡の赤外線観測によって、フェーベに由来する粒子が土星の周りにフェーベ環と呼ばれる希薄で広大なリングを形成していることが発見され、フェーベ由来説を支持する証拠となった。フェーベ環は土星半径の128倍から207倍までの範囲に広がっており、フェーベ自身の平均軌道距離は土星半径の215倍である。この粒子は、母天体のフェーベと同様に土星の周りを逆行公転しており、順行軌道を持つイアペトゥスの進行方向側の半球に吹き付けていると考えられている。またフェーベの他には、スカジとユミルも、イアペトゥス表面の暗い物質の供給源である可能性が指摘されている。

## 地形
イアペトゥスは多数のクレーターに覆われている。またカッシーニの観測では大きな衝突盆地が発見され、そのうちの少なくとも5つは350 km を超える幅を持つ。最も大きなクレーターである Turgis は直径が 580 km あり、このクレーターの縁は非常に急斜面で高さは 15 km 程度ある。また、地すべり地形も発見されている。ロンスヴォー大陸のほか、クレーターは「ローランの歌」にちなんで命名されている（"シャルルマーニュ"、"ローラン"など）。

### 赤道上の尾根

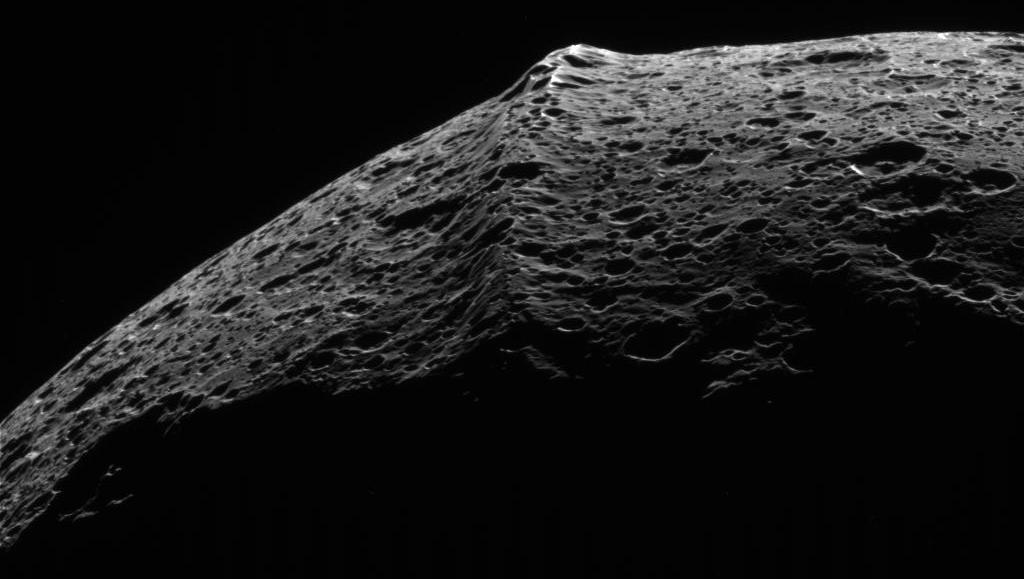
赤道に見られる尾根の拡大写真。

赤道には幅 20 km、高さ 13 km、長さ 1,300 km の巨大な尾根が連なっている。この地形はカッシーニによる2004年12月31日の観測で発見された。尾根の頂上は周囲の平原から 20 km 以上もの高さがあり、太陽系の天体で最も高い山のひとつである。尾根は複雑な構造をしており、孤立して存在する山、200 km を超えて山が連なる領域、3つの尾根がほぼ平行に走っている領域などが見られる。尾根領域には多数のクレーターがあるため、これは古い地形であることが示唆される。この尾根の存在によって、イアペトゥスの外見はクルミに似たものとなっている。
この尾根がどのように形成されたのかは明らかになっていない。赤道にほぼ完全に沿って存在しているのが、形成を説明するのが困難な原因である。現在は少なくとも4つの仮説があるが、なぜ尾根がカッシーニ地域に限定されているのかを説明できるものは存在しない。

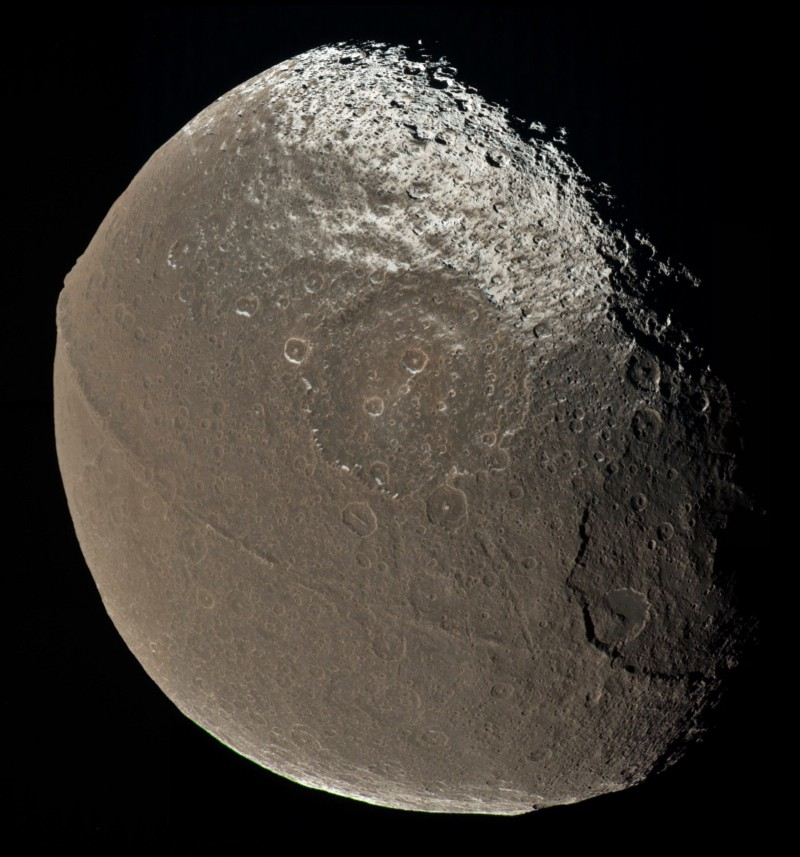
2004年12月31日にカッシーニ (探査機)が撮影したイアペトゥスの全景。約172,900キロメートルの距離から、史上初めて鮮明に撮影された尾根の画像である。 巨大な構造により、赤道上の月の形が明らかに歪んでいる。

- カッシーニのミッションに携わっている科学者のチームは、尾根構造はかつての若いイアペトゥスが現在よりも早く自転していた際の、潰れた楕円体形状の名残であるという可能性を主張している[28]。この説が正しい場合、尾根の高さから示唆される過去の自転周期は最速で17時間である。もしイアペトゥスが尾根構造を十分維持できるほどに急速に冷却され、しかし土星の潮汐力によって現在の潮汐固定された79日という自転周期にまで減速できるほどの可塑性があったとすると、イアペトゥスはアルミニウム26の放射性崩壊によって加熱されていた必要がある。アルミニウム26の半減期は7.17×105年であり、土星が形成された原始惑星系円盤には豊富に存在したものの、現在までに全て崩壊してしまっている。そのため、イアペトゥスを必要な温度にまで加熱するのに必要なアルミニウム26の量から、イアペトゥスの形成年代を推定することができる。この場合、イアペトゥスは小惑星が形成され始めてからわずか200万年以内という予想よりも早い段階で形成されている必要がある[29]。

- 尾根は、地下から湧き上がってきて凝固した氷主体の物質であるという仮説。この仮説の場合、もし尾根が赤道から離れた場所に形成された場合は、尾根によって衛星の回転軸の移動が引き起こされ現在の位置まで移動したという経緯をたどる必要がある。

- 赤道上の尾根は、かつてイアペトゥスの周囲に環が存在した名残であるという仮説。イアペトゥスはヒル圏が大きく、形成している最中は周囲に環を持てた可能性がある。また、小さな衛星が破壊されてイアペトゥスを取り囲む環になった可能性もある。その環がイアペトゥスに降着することで尾根が形成される[30][31]。

- 尾根と膨らんだ構造は過去の逆転の結果だとする仮説。この仮説では、膨らんだバルジ構造は地球の山と同じように地殻平衡の状態にあると主張する。これは、バルジ構造の下には低密度の物質が存在することを意味している。バルジの重さはその場所での浮力と釣り合う。尾根もまた密度の低い物質で形成されている。赤道に沿った位置に存在しているのは、イアペトゥス内部の液体になっている部分に働くコリオリの力の結果である可能性がある[32]。

### 地すべり地形
イアペトゥスの赤道上の尾根や巨大なクレーターの縁などは地形の高低差が激しい。こうした場所では、巨大な地すべりが多く観測されている。

## 形成過程
土星の衛星は、太陽系の惑星が原始惑星系円盤の中で形成された過程と同様に、土星の周りの降着円盤である周惑星円盤の中で形成されたと考えられている。若い巨大惑星が形成されると、周囲には徐々に降着していく物質によって円盤が形成され、その中で衛星が形成されていく。
一方でタイタンの形成に関して提案されている仮説では、レアとイアペトゥスの起源について新しい説が提起されている。そのモデルでは、タイタンはかつて存在した衛星同士の一連の巨大衝突によって形成され、レアとイアペトゥスはその衝突の結果発生した破片の一部から形成されたというシナリオを提案している。
ただし最近の研究では、タイタンより内側にある衛星は全て年齢が1億年以上ではないことが示唆されている。したがってイアペトゥスがレアやその他のタイタンより内側の衛星と同じ一連の衝突によって形成された可能性は低い。イアペトゥスはタイタンと同様に初期から存在した原始衛星であるかも知れない。

## 作品
小説版『2001年宇宙の旅』ではイアペトゥスの変光性に注目し、｢目玉のような明るい地域の真ん中に巨大なモノリスが立っている｣設定が登場する（日本語版では「ヤペタス」と表記されていた）。明るさの等級の変化についても記述されており、物語のミステリアス性を高めるのに一役買っている。しかし、映画版では土星の輪を当時はうまく映像化することができなかったためクライマックスの舞台は木星に変更され、イアペトゥスも登場しなくなった。